# Чернова, Нина Михайловна
Нина Михайловна Чернова (в дев. Барабанова; 16 мая 1935, Волоколамск, Московская область — 9 августа 2010, Москва) — советский и российский учёный-эколог, энтомолог, доктор биологических наук, профессор (1977), автор учебников, лауреат Премии Президента РФ в области образования (2001).

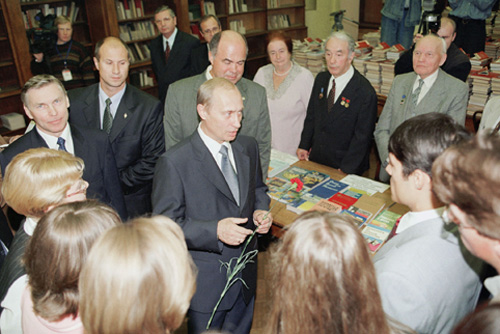
Н. М. Чернова — Главное здание МПГУ, 2001

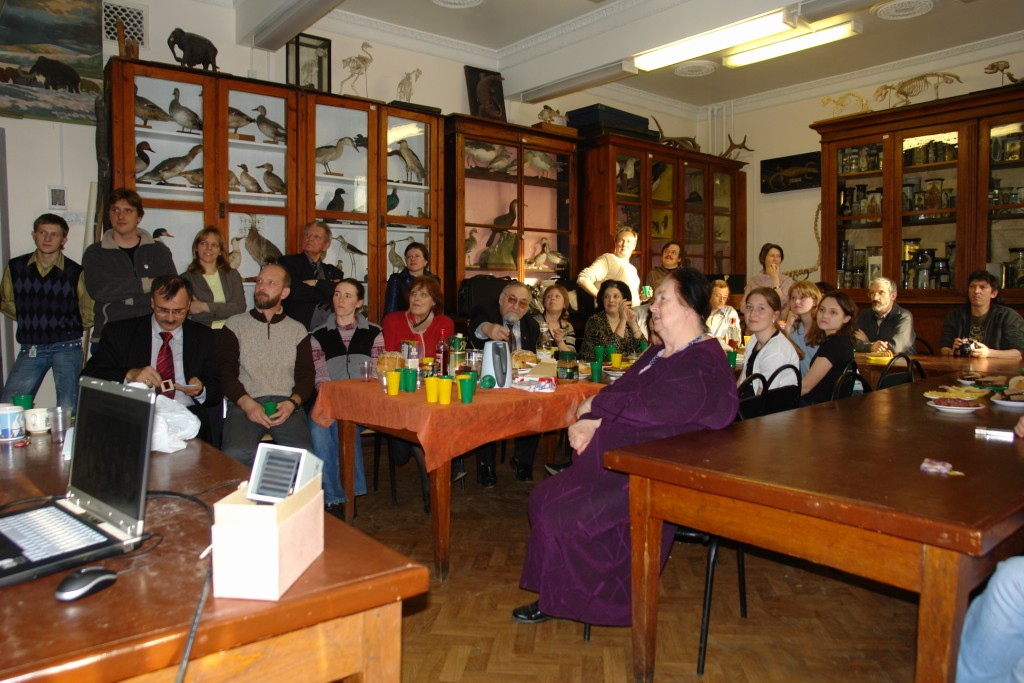
Н. М. Чернова — Кафедра Зоологии, МПГУ, 2009

## Биография
Родилась 16 мая 1935 года в городе Волоколамске Московской области в семье учителя.
С серебряной медалью окончила среднюю школу в подмосковном городе Калининграде.
В 1955 году с отличием окончила факультет естествознания Московского государственного педагогического института им. В. И. Ленина (МГПИ).
Первым научным исследованием Н. М. Черновой была дипломная работа по морфологии и экологии проволочников. Научными руководителями Н. М. Черновой были М. С. Гиляров и М. А. Глазовская. Её научными приоритетами были достоверность данных, проверенность методов, ответственность в трактовке результатов и рассмотрение их в контексте других исследований.
В 1960—1972 годах работала в Институте фитопатологии.
В 1963 году подготовила кандидатскую диссертацию по теме «Беспозвоночные компостов и возможность обогащения почвы полей полезными животными при внесении компостных удобрений», которая бвла опубликована в виде книги «Экологическая характеристика компостов».
С 1973 года работала на кафедре зоологии и экологии биолого-химического факультета МГПИ. Профессор с 1975 года. Интересные и глубокие лекции Нины Михайловны по экологии и теории эволюции помнят все выпускники «биохима».
В 1976 году защитила докторскую диссертацию.
С 1992 по 2003 годы она одновременно:
- руководила кафедрой биологии в Международном независимом эколого-политологическом университете, где читала курсы экологии и эволюции биосферы.
- читала лекции по экологии в Российском химико-технологическом университете имени Д. И. Менделеева.

Она долгое время была редактором многочисленных монографий, сборников, определителей и других трудов по почвенной зоологии. Она подготовила сотни дипломников и более 40 аспирантов, ставших кандидатами биологических и географических наук.
Автор нескольких монографий, учебников и учебных пособий для высшей и средней школы. Являясь Председателем Учебно-методической комиссии по биологии СССР и России, она много сделала для организации экологического образования в СССР и России. Н. М. Чернова считала важным необходимость курса экологии в школе, объединяющего предметы естествознания и способствующего развитию мировоззрения.
Скончалась 9 августа 2010 года, во время cмога в Москве. Похоронена в Москве на Хованском кладбище (Северная часть, участок № 307).

## Семья
- Младший брат[уточнить].

Муж — Чернов, Юрий Иванович (1934—2012) — академик РАН.
- Сын — Чернов, Иван Юрьевич (1959—2015) — миколог, профессор, чл.-корр. РАН.

## Научная школа
Создатель экологического направления по изучению структуры и динамики сообществ мелких почвенных животных (микроартроподы). Под руководством Н. М. Черновой проведены международные и всероссийские совещания по этой группе животных. Подготовила 26 кандидатов и 3 доктора биологических наук.
Создатель центра исследований по систематике и экологии коллембол (Collembola). Организатор совещаний и школы для коллембологов. Основатель библиотеки и эталонной коллекции, в которой хранятся десятки новых для науки видов коллембол

## Звания и премии
- Отличник народного просвещения РСФСР[когда?]
- 2001 — Премия Президента Российской Федерации в области образования[3]

## Членство в организациях
- Член Всесоюзного энтомологического общества АН СССР, в 1965—1982 годах была председателем Московского отделения Общества.
- Член совета государственных программ биосферных и экологических исследований СССР
- Член специализированных советов по защитам диссертаций в МПГУ и МГУ
- 1976—1982 — Председатель комиссии по общей биологии научно-методического совета при Министерстве Просвещения СССР
- 1979—1988 — Председатель комиссии по биологии Госпрофобра СССР
- 1986—2000 — Член комиссии АН по созданию научного прогноза «Биологические ресурсы 1986—2000»
- до 1988 — Член учебно-методической комиссии Министерства Просвещения РСФСР
- 1980—1988 — Член учебно-методического совета Министерства Просвещения СССР
- 1991—2000 — Председатель комиссии по биологии Федерального экспертного совета по школьным учебникам
- 1993—1995 — Член совета Российского Фонда Фундаментальных Исследований
- 1993—1995 — Член экспертного совета Российского Фонда Фундаментальных Исследований по биологии
- 1996—1998 — Эксперт Российского Фонда Фундаментальных Исследований
- до 2003 — Член совета по экологическому образованию при Министерстве Образования РФ

## Память
Некоторые виды беспозвоночных животных были названы в честь Н. М. Черновой, среди них коллемболы:
- Ghirkanura chernovae Kuznetsova et Potapov, 1988 — из семейства Neanuridae
- Supraphorura chernovae Gulgenova et Potapov, 2023 — из семейства Onychiuridae[9]

29 и 31 января 2025 года в ИПЭЭ РАН прошла «Первая почвенно-зоологическая конференция памяти Н. М. Черновой».